# 巴黎地下墓穴
巴黎地下墓穴（法語：Catacombes de Paris）是法国巴黎一处著名的藏骨堂，位于今天巴黎十四区的丹费尔-罗什洛广场。在該墓穴的入口上方，刻着一句著名的銘文：「止步勿前！此處乃死亡之帝國。」

## 背景
巴黎最早的墓地位於郊外，中世紀早期的基督敎徒最初仍然沿用羅馬人埋葬屍骸的方式，但在十世紀 巴黎城區開始擴張，因此當地居民開始把遺骸安葬在居住區附近的墓地。
往後數個世紀，巴黎各區陸續湧現多個教堂墓園，但由於需要被埋葬的遺骸不斷增加，因此人們只好把它們塞進墓園的牆壁裏，導致教堂墓園的條件不斷變差。
雖然當局不斷發佈限制使用墓園的法令，試圖改變這種情況，但是直到十八世紀當局才開始在郊區建造三座墓園以緩解問題。

## 歷史
該墓穴於數世紀前原为地下石灰石采石场。1786年，巴黎爆发瘟疫，为了解决墓地不足和公众卫生危机的问题，人们将埋在市区所有公墓中的尸骨转移至此。此后作为一个公墓一直使用到1814年。
粗略估計有六百萬具遺體。现已开辟为博物馆，有一小部分墓穴供公众参观。超過四十代人的遺骸被存放在此以等待基督教預言中宣称的第二次降臨。

## 延伸閱讀
- Quigley, Christine (2001) Skulls and skeletons: human bone collections and accumulations （页面存档备份，存于）. McFarland, Jefferson, NC, USA. pp. 22–29
- Riordan, Rick (2008)maze of bones.com/book?id=tTST7UFzncoC Maze Of Bones pg.169-176